# Raj Kumar Buchhe
Raj Kumar Buchhe es un deportista nepalí que compitió en taekwondo. Ganó una medalla de bronce en los Juegos Asiáticos de 1986 en la categoría de –83 kg.

## Palmarés internacional
| Juegos Asiáticos | Juegos Asiáticos     | Juegos Asiáticos  | Juegos Asiáticos |
| Año              | Lugar                | Medalla           | Categoría        |
| ---------------- | -------------------- | ----------------- | ---------------- |
| 1986             | Seúl (Corea del Sur) | Medalla de bronce | –83 kg           |